# Ein Hund namens Money
Ein Hund namens Money ist ein Kinderbuch des deutschen Autors Bodo Schäfer aus dem Jahr 1999, das Kinder in die Welt des Geldes einführt und zahlreiche Hinweise und Tipps für den Umgang mit Geld geben soll.

## Inhalt
Eines Tages findet das Mädchen Kira einen verletzten Labrador-Hund auf der Straße und bringt ihn nach Hause. Sie pflegt den Hund und nennt ihn Money. Es stellt sich heraus, dass der Hund sprechen kann und zudem noch ein „Finanzgenie“ ist. Von ihrem neuen Freund Money erfährt Kira, wie man richtig mit Geld umgeht, es vermehrt und dadurch Träume erfüllen kann.

## Rezensionen
- Die Bangkok Post schreibt: „Somjin Sornpaisarn, CEO von TMB Asset Management, gehört zu den Eltern, die Finanzwissen als Grundbildung für seine drei Kinder am wichtigsten sind. Die thailändische Version von Schäfers Buch Money Coach: Puen Rak Pa Ruay war von unschätzbarem Wert. „Dies ist mein Lieblingsbuch und ich benutze es als Werkzeug, um bei meinen Kindern finanzielle Disziplin aufzubauen“, sagt Herr Somjin.“[4]
- Stephan Kuss von der FAZ schreibt: „In kurzweiligen Erzählungen zeigt Schäfer den jungen Lesern, wie sie ihr Taschengeld aufbessern und nutzbringender investieren können als es mit Eiscreme, Kinolaufen und dergleichen zu vertändeln. Leider tauchen weder Tausendmarkscheine noch Aktienempfehlungen auf.“[5]

## Rezeption
In China war Ein Hund namens Money in den letzten Jahren das erfolgreichste deutsche Kinderbuch, es wurde innerhalb eines Jahres 1,5 Millionen Mal verkauft.

## Ausgaben
- Ein Hund namens Money, Lentz-Verlag, 1999, ISBN 3-88010-482-4[7]
- niederländisch: Mijn hond Money, 2000, ISBN 90-5513-403-1
- französisch: Kira, riche à 11 ans - 2, 2007, ISBN 978-2-7582-0014-7
- japanisch: Manē to iu na no inu, 2017, ISBN 978-4-86410-576-7
- thailändisch: Puen Rak Pa Ruay, 2015[4]